# Dobroszów (powiat strzeliński)
Dobroszów – wieś w Polsce położona w województwie dolnośląskim, w powiecie strzelińskim, w gminie Przeworno.

## Podział administracyjny
W latach 1975–1998 miejscowość należała administracyjnie do województwa wałbrzyskiego.

## Nazwa
Według Heinricha Adamy’ego nazwa miejscowości wywodzi się od polskiej nazwy określającej wartość - "dobra". W swoim dziele o nazwach miejscowych na Śląsku wydanym w 1888 roku we Wrocławiu jako najstarszą nazwę miejscowości wymienia Dobrosków podając jej znaczenie "Gutfeld" czyli po polsku "Dobre pole". Pierwotna nazwa została później przez Niemców fonetycznie zgermanizowana na Dobrischau tracąc swoje pierwotne znaczenie.

## Zabytki
Do wojewódzkiego rejestru zabytków wpisany jest:
- kościół filialny pw. św. Jadwigi, barokowy z 1750 r., przebudowany w 1856 r. W kościele z barokowym i rokokowym wyposażeniem znajduje się ambona w kształcie wieloryba, kazania głosi się z jego szeroko rozwartej paszczy[6].

## Szlaki turystyczne
- Czerwony:  Strzelin – Szańcowa – Gościęcice Średnie – Skrzyżowanie pod Dębem – Gromnik – Dobroszów – Kalinka – Skrzyżowanie nad Zuzanką – Źródło Cyryla – Ziębice – Lipa – Rososznica – Stolec – Cierniowa Kopa – Kolonia Bobolice – Kobyla Głowa – Karczowice – Podlesie – Ostra Góra – Starzec – Księginice Wielkie – Sienice – Łagiewniki – Oleszna – Przełęcz Słupicka – Sulistrowiczki – Ślęża – Sobótka[7]